# Dasztawan
Dasztawan – wieś w Armenii, w prowincji Ararat. W 2011 roku liczyła 1970 mieszkańców.